# Estar sin ti
Estar sin ti es el título del décimo álbum de estudio grabado por el intérprete mexicano Manuel Mijares. Fue lanzado al mercado por la empresa discográfica EMI Latin el 21 de octubre de 1997. La producción y dirección discográfica fue realizada por Jorge Avendaño Lührs y Gerardo Flores.
Este material obtuvo buenas críticas por conocedores y por sus fanes, pero desafortunadamente no tuvo el éxito esperado de ventas, cuestión que principalmente se debió a la falta de promoción de la compañía disquera por problemas internos de la misma, además de ser el trabajo con las menores ventas del artista en toda su carrera.
Es el último disco realizado por el artista con la compañía EMI.

## Lista de canciones
| Estar sin ti |                         |                                   |          |  |
| N.º          | Título                  | Escritor(es)                      | Duración |  |
| 1.           | «Estar sin ti»          | Jorge Avendaño Lührs              |          |  |
| 2.           | «Somos dos»             | Gerardo Flores                    |          |  |
| 3.           | «Yo te quiero»          | Amaury Gutiérrez · Raúl del Sol   |          |  |
| 4.           | «A la mitad de la cama» | Raúl Ornelas · Luis Carlos Monroy |          |  |
| 5.           | «Para olvidarte»        | Gerardo Flores                    |          |  |
| 6.           | «Loco por verte»        | Manolo Tena · M. Aguilar          |          |  |
| 7.           | «Saldo negativo»        | Jorge Avendaño Lührs              |          |  |
| 8.           | «Necesitas creer»       | Jorge Avendaño Lührs              |          |  |
| 9.           | «Amándonos»             | Gilberto González                 |          |  |
| 10.          | «Estás enamorada»       | Gerardo Flores                    |          |  |

## Sencillos
- «Estar sin ti»

### Promocionales
- «Yo te quiero»
- «Necesitas creer»